# Юката

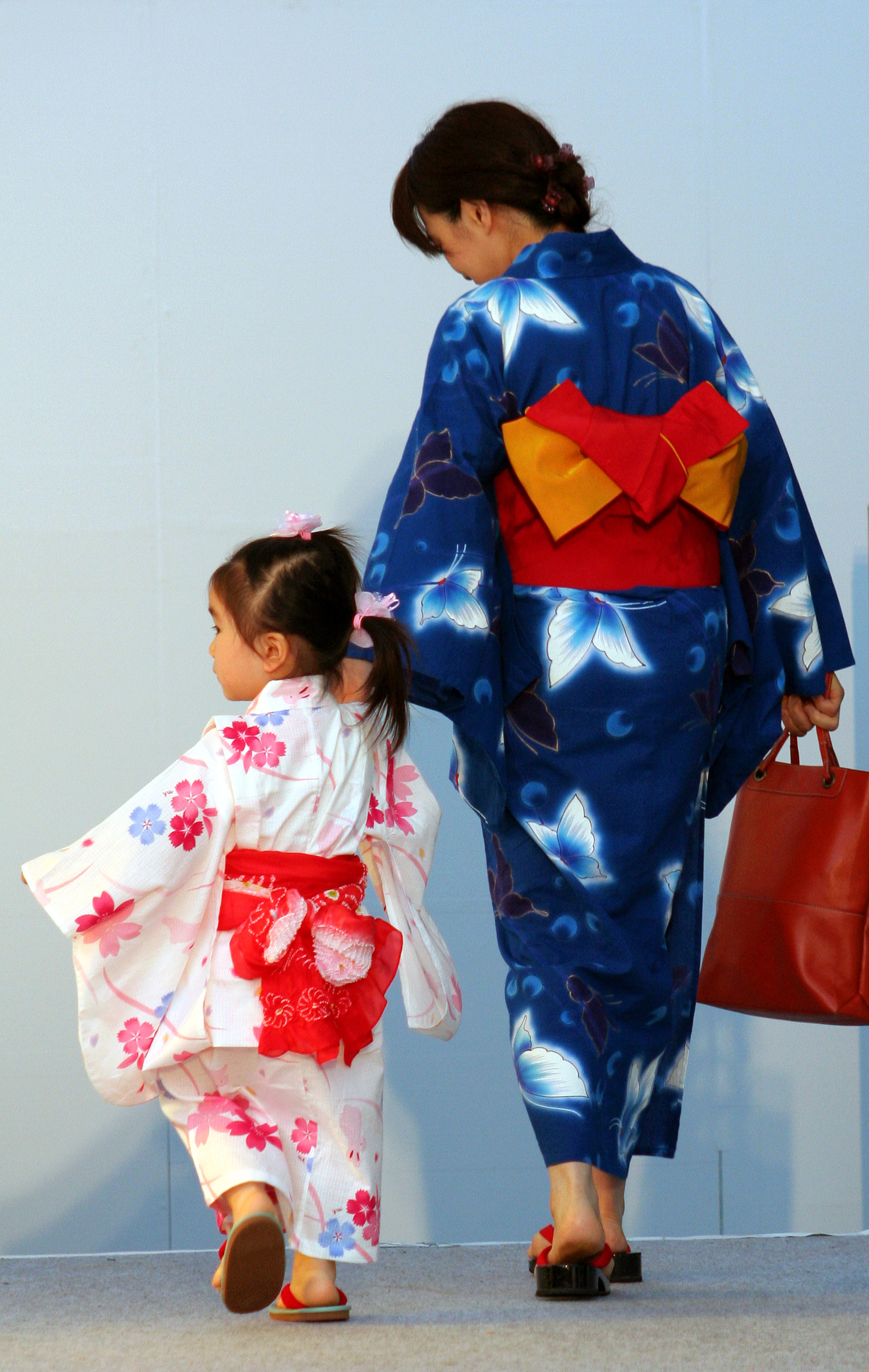
Юката

Юката (кімоно) (яп. 浴衣, ゆかた ( 着物, きもの) одяг для ванни) — вид традиційного жіночого японського одягу. Легке, бавовняне, лляне або конопляне кімоно без підкладки.
Спочатку використовувалося як одяг після ополіскування або ванни, проте з XVII століття набуло популярності як повсякденний костюм. Сьогодні надягають головним чином під час відпочинку, носять як вдома, так і на вулиці. Юкату часто одягають на фестивалі чи в онсенах. З усіх видів простого повсякденного кімоно саме юката має найбільший попит.
Традиційно юката виготовляється з пофарбованої в індиговий колір бавовни, але нині використовується широке різноманіття кольорів. Також традиційно молоді японки віддають перевагу яскравим кольорам чи квітковій тематиці, водночас як старіші жінки — традиційному темно синьому кольору та геометричним візерункам.